# Dai (genre)
Genre
Dai est un genre d'araignées aranéomorphes de la famille des Gnaphosidae.

## Distribution
Les espèces de ce genre sont endémiques du Yunnan en Chine,.

## Liste des espèces
Selon World Spider Catalog (version 25.0, 21/03/2024) :
- Dai jijiao Liu & Zhang, 2024
- Dai jinchii Liu & Zhang, 2024

## Systématique et taxinomie
Ce genre a été décrit par Liu et Zhang en 2024 dans les Gnaphosidae.

## Publication originale
- Liu & Zhang, 2024 : « Dai gen. nov., a new genus of Gnaphosinae (Araneae: Gnaphosidae) from Yunnan, China, with descriptions of two new species. » Zootaxa, no 5410(1), p. 123-133.